# Ühinenud Põllumeeste Erakond

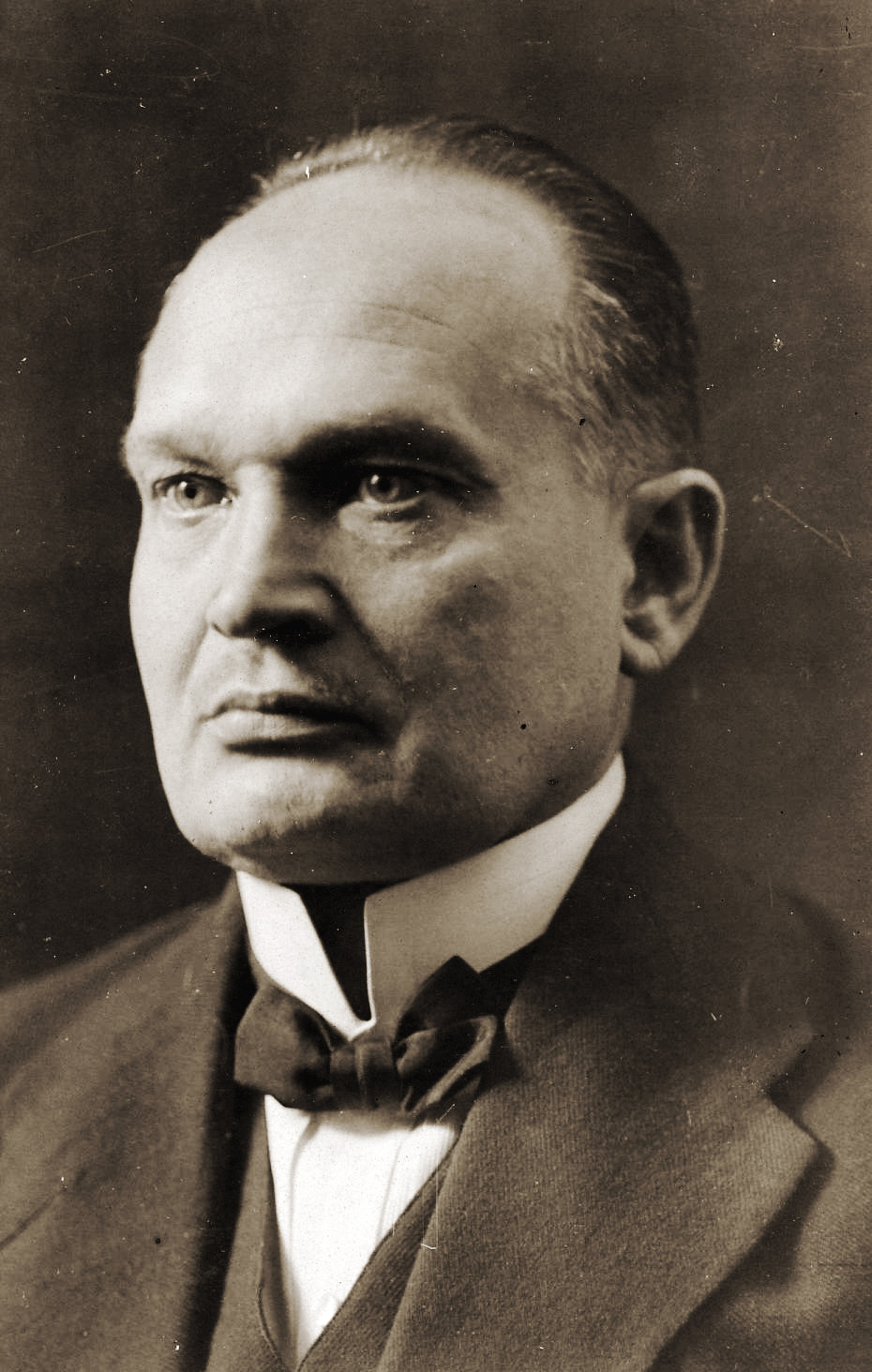
Konstantin Päts, der starke Mann der „Partei der vereinigten Landwirte“

Die Partei der vereinigten Landwirte (estnisch Ühinenud Põllumeeste Erakond – ÜPE) war eine kurzlebige Vereinigung der beiden Agrarierparteien im Estland der Zwischenkriegszeit. Der offizielle Parteiname lautete „Landwirtebund und Vereinigung der Landwirte, Siedler und Kleinbauern“ (Põllumeestekogud ja Põllumeeste, Asunikkude ning Väikemaapidajate Koondis).

## Vereinigung der Agrarierparteien
Am 26. Januar 1932 kam es zur Vereinigung der beiden Fraktionen des „Bunds der Landwirte“ (Põllumeeste Kogud – PK) und der Vereinigung der „Siedler, Kleinbauern und Staatspächter“ (Asunikkude, Väikepõllupidajate ja Riigirentnikkude Koondus – AVRK) zu einer gemeinsamen Agrarierpartei. Der offizielle Parteizusammenschluss wurde auf einem Vereinigungskongress am 29. Februar 1932 beschlossen.
Beide Parteien vertraten das agrarisch orientierte Parteienspektrum. Allerdings gab es große Interessengegensätze zwischen beiden Lagern, die durch die Weltwirtschaftskrise, die Anfang der 1930er Jahre Estland mit voller Wucht traf, noch verstärkt wurden. Die Vereinigung der „Siedler, Kleinbauern und Staatspächter“ repräsentierte die Kleinbauern in Estland, die meist erst mit der estnischen Landreform von 1919 eigenen Grund und Boden erhalten hatten. Gerade sie wurden von der Wirtschaftskrise und den sinkenden Agrarpreisen auf dem Weltmarkt stark getroffen. Im „Bund der Landwirte“ waren hingegen die „alten“, traditionellen Großbauern vertreten, daneben auch Mitglieder des Großbürgertums und Industrielle, die mit der Landwirtschaft verbunden waren. Der Zusammenschluss blieb ein Projekt der Parteispitzen.

## Wahlsieg 1932
Die Partei der vereinigten Landwirte war der große Gewinner der estnischen Parlamentswahl, die vom 21. bis 23. Mai 1932 stattfand. Mit 39,8 % der Stimmen stellte sie 42 von 100 Abgeordneten im estnischen Parlament (Riigikogu).
Die Partei wurde mit Abstand die stärkste Fraktion. Erst weit dahinter kam die Nationale Zentrumspartei (Mitte-rechts) mit 23 Mandaten und die sozialdemokratische Estnische Sozialistische Arbeiterpartei (Eesti Sotsialistlik Tööliste Partei) mit 22 Mandaten.
Mit dem neuen Regierungschef Karl Einbund führte die ÜPE die neue Koalitionsregierung an, die am 19. Juli 1932 ihr Amt antrat.

## Scheitern der Vereinigung
Die Partei der vereinigten Landwirte brach nur ein Jahr nach der Parlamentswahl wieder auseinander. Vor allem über eine Abwertung der estnischen Krone, um estnische Produkte im Ausland wieder konkurrenzfähig werden zu lassen, konnte innerhalb der Partei keine Einigkeit mehr erzielt werden.
Am 18. Mai 1933 verließen 16 Abgeordnete die gemeinsame Fraktion und stellten den „Bund der Landwirte“ wieder her. Der „Bund der Landwirte“ behielt schließlich 21 Mandate im Parlament, die Vereinigung der „Siedler, Kleinbauern und Staatspächter“ 20 Sitze.